# Robert Franke
Franz Robert Franke (* 4. Mai 1886 in Völpke, Provinz Sachsen, Deutsches Kaiserreich; † 12. November 1948 in Hamburg-Lokstedt) war ein deutscher Publizist und Messeveranstalter in Danzig.

## Leben
Robert Franke wurde am 4. Mai 1886 als Sohn des Maschinenwärters Friedrich Wilhelm Franke und seiner Ehefrau Bertha Pauline geb. Knobloch um 13:00 Uhr in der Wohnung seiner Eltern in Völpke geboren.
Robert Franke schrieb zunächst für mehrere kleinere  Zeitungen, seit 1909 dann für die Danziger Zeitung. Zwischen 1915 und 1918 bereiste er Kriegsgebiete in Ostpreußen, Rumänien und an anderen Orten und berichtete darüber.
Seit 1919 schrieb Robert Franke für die neue Deutsche Allgemeine Zeitung aus Danzig. Seit 1920 war er  Organisator des stenographischen Büros des neuen Volkstages und leitete es drei Jahre lang. 
Er organisierte in dieser Zeit auch alle größeren Handelsmessen in der Stadt. 1927 war Robert Franke Direktor der Europa-Orient-Ausstellungs- und Handels-A.G. Er organisierte auch Geschäftsreisen für Danziger Unternehmer und Kaufleute nach Polen und Sowjetrussland.
Franke war seit dem 28. Juni 1909 mit Clara geb. Melzarski verheiratet. Die Eheschließung fand in Bromberg statt. Franke starb am 12. November 1948 um 00:15 Uhr in Hamburg-Lokstedt in seiner Wohnung im Behrkampsweg 1 im Alter von 62 Jahren. Als Todesursache wurde Corpus Carcinom ventriculi angegeben.

## Publikationen
Robert Franke veröffentlichte einige wichtige Handbücher zum Wirtschaftsleben in Danzig. Er gab außerdem die Zeitschrift Danziger Hafen und Handel als Werbepublikation für das Ausland heraus. Dazu betrieb er einen kleinen eigenen Verlag.
- Selbstgeschautes und Selbsterlebtes auf einer Fahrt durch Ostpreußens Ruinen, Kafemann, Danzig [1915]
- Die Werke westpreußischer Frauen an der Ostfront, eine Reiseschilderung, Kafemann, Danzig 1916
- Russische Verwüstungen und Greuel, meine Fahrt durch Ostpreußens Ruinen, Kafemann, Danzig  [1917]
- Im Paprikazuge von Danzig zum Schwarzen Meer. Ein Besuch in den westpreußischen Soldatenheimen in Rumänien, Kafemann, Danzig  1918
- Staatshandbuch für die Freie Stadt Danzig. Band 1. Die Verfassunggebende Versammlung. Mit Genehmigung des Danziger Staatsrats, L. Sauniers Buchhandlung, Danzig, 1920, als Herausgeber, mit Otto Loening Digitalisat
- Wirtschaftsführer der Freien Stadt Danzig, A. W. Kafemann, Danzig 1925
- Danziger Bürgerbuch. Bilder aus Leben und Wirken Danziger Männer und Frauen, Selbstverlag, Danzig 1927
- Der Wirtschaftskampf, dargestellt an Hand seiner historischen Entwicklung und in seiner Verwendung als Sanktionsmittel nach Artikel 16 des Völkerbundpakts, Leipzig 1931, von Dr. jur. Robert Franke